# 쉴만한 물가
쉴만한 물가는 부산CBS 표준FM에서 월요일부터 토요일까지 낮 12시 5분부터 낮 1시까지 방송되는 라디오 프로그램이다.

## 진행
- 김정현 아나운서

## 같이 보기
- 부산CBS 표준FM